# Amphitrite (1818)
För andra betydelser, se Amfitrite (olika betydelser).

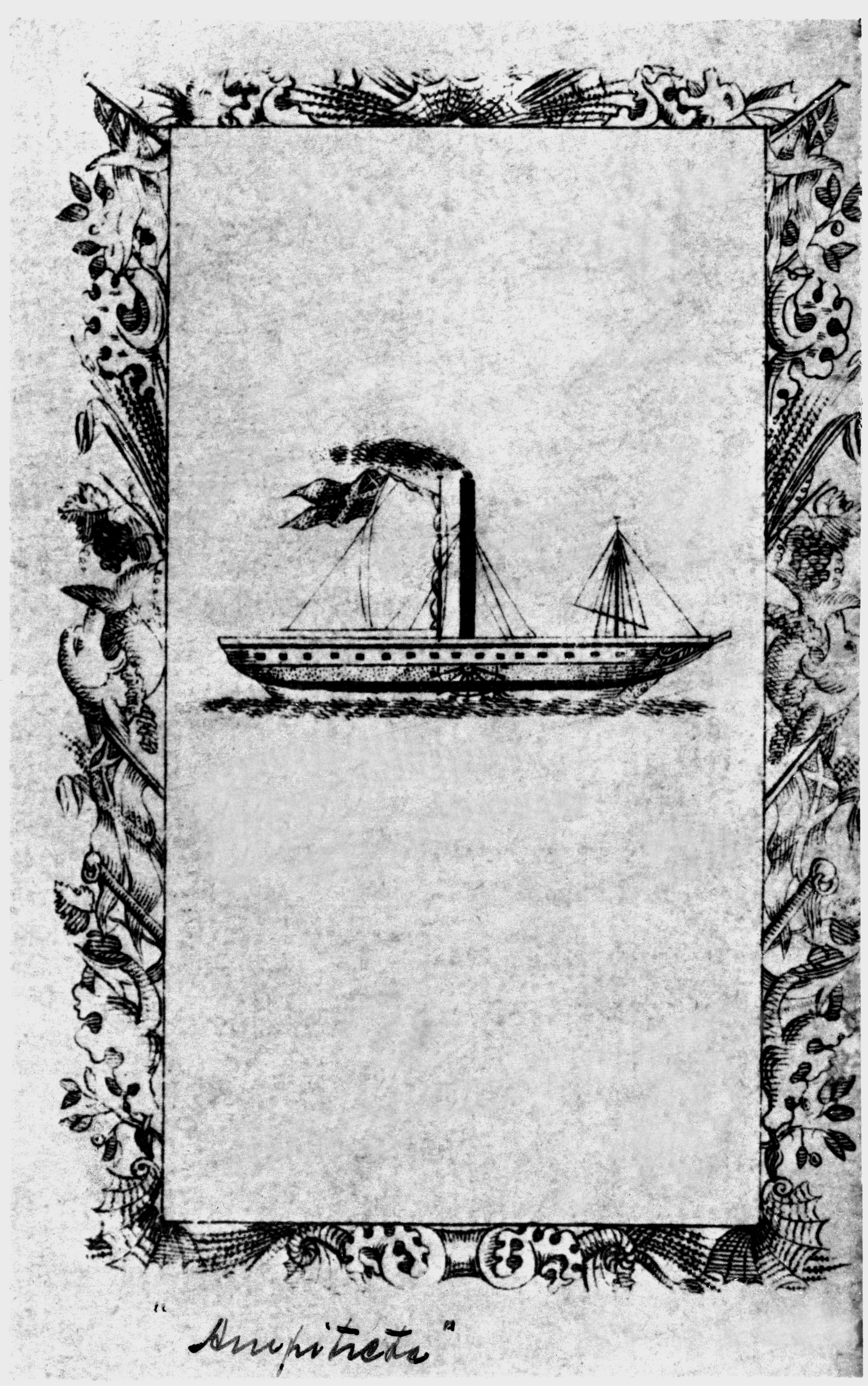
Illustration av ångaren Amphitrite

Amphitrite var Sveriges första ångbåt i reguljär passagerartrafik. 
Hjulångaren Amphitrite, uppkallad efter sjöguden Poseidons maka, byggdes av den av Samuel Owen grundade och ledda Kungsholmens Mekaniska Werkstad i Stockholm. Dessförinnan hade Owen experimenterat med eldbåtarna Experiment och Witch (ibland kallad Witch of Stockholm, Water Witch eller Stockholmshäxan). När trafiken kom igång kunde man köpa ångbåtsbiljetter i August Strindbergs farfars kryddkramhandel.
Amphitrite, som under sina första år saknade namn, gick i trafik på Mälaren från augusti 1818 och fem år framåt, med enstaka längre resor till Uppsala och till Västerås. Under de följande åren hyrdes hon ut för sällskapsresor och gjorde även regelbundna helgturer mellan Riddarholmen i Stockholm och Drottningholms slott. Hon ersattes av hjulångarna Stockholm (i trafik 1820) och Yngve Frey (i trafik 1821) med kraftigare ångmaskiner. Även dessa fartyg hade Owens maskineri och den förra var också konstruerad och byggd av Owen. 
År 1821 sattes Amphitrite in på en passagerarfärd till Uppsala, men gick vid detta tillfälle på grund på en lerbank vid Flottsund. Båtens passagerare fick lov att antingen inkvartera sig i trakten eller vandra den sista biten till Uppsala. Det hindrade dock inte att Amphitrite till höstmarknaden 30 september sattes in på en ny Uppsalaresa. Denna gång specificerades att passagerarantalet inte fick överstiga 100 personer. Redan året därpå ersattes dock Amphitrite av den nybyggda ångbåten Upsala, och skrotades och sänktes vid Owens verkstad på Kungsholmen 1838.
Amphitrite hade en ångmaskin på 6 hästkrafter och tog upp till 182 passagerare.